# 剑川虎耳草
剑川虎耳草（学名：Saxifraga smithiana）为虎耳草科虎耳草属下的一个种。

## 扩展阅读
- 維基物種上的相關：剑川虎耳草